# Jean d'Harambure (1660-1703)
Pour les articles homonymes, voir Jean d'Harambure (homonymie) et Famille d'Harambure.
 (janvier 2021).
Jean d'Harambure né le 22 janvier 1660 et décédé le 18 avril 1703 est un officier français du XVIIIe siècle, commandant la noblesse de Touraine, bien qu'il soit huguenot.

## Famille
Il est le fils d'Henri d'Harambure et de Marguerite Hatte, petit fils de Jean d'Harambure dit « le Borgne ». Il épouse le 27 avril 1681, à l'église réformée de Preuilly, Elisabeth Piozet, fille de Paul Piozet, Seigneur des Vignaux et reçoit à cette occasion une dot de 47 000 livres. De son mariage, il aura un fils, Paul d'Harambure, et une fille, Jeanne Louise, morte en bas âge.

## Carrière militaire
En 1685 il est aide de camp du Maréchal d'Estrades au moment où celui-ci est gouverneur de Maëstricht puis nommé le 19 mars 1686 capitaine dans le régiment de la couronne. Il commande la noblesse de Touraine en 1695 et devient l'année suivante Aide de Camps du comte de Chasseron. Adepte de la religion réformée à la suite de ses parents et grands-parents il est très vite mis à l'écart de toute fonction importante ce qui l'amènera à abjurer la religion protestante le 26 juillet 1685 après la révocation de l'Édit de Nantes.

## Propriétés
Jean d'Harambure est Seigneur de Romefort le long de la Creuse Château de Romefort (Indre) ainsi que de quantité de seigneuries en provenance de sa mère et de son grand-père avocat au parlement. Étant de religion réformée il est obligé de quitter Romefort et de se réfugier à Preuilly, une des rares villes protestantes de la Touraine. Preuilly-sur-Claise. Cela sera le début d'un déclin au sein de sa famille et de l'abandon peu à peu de Romefort,.